# Bahnhof Cuxhaven

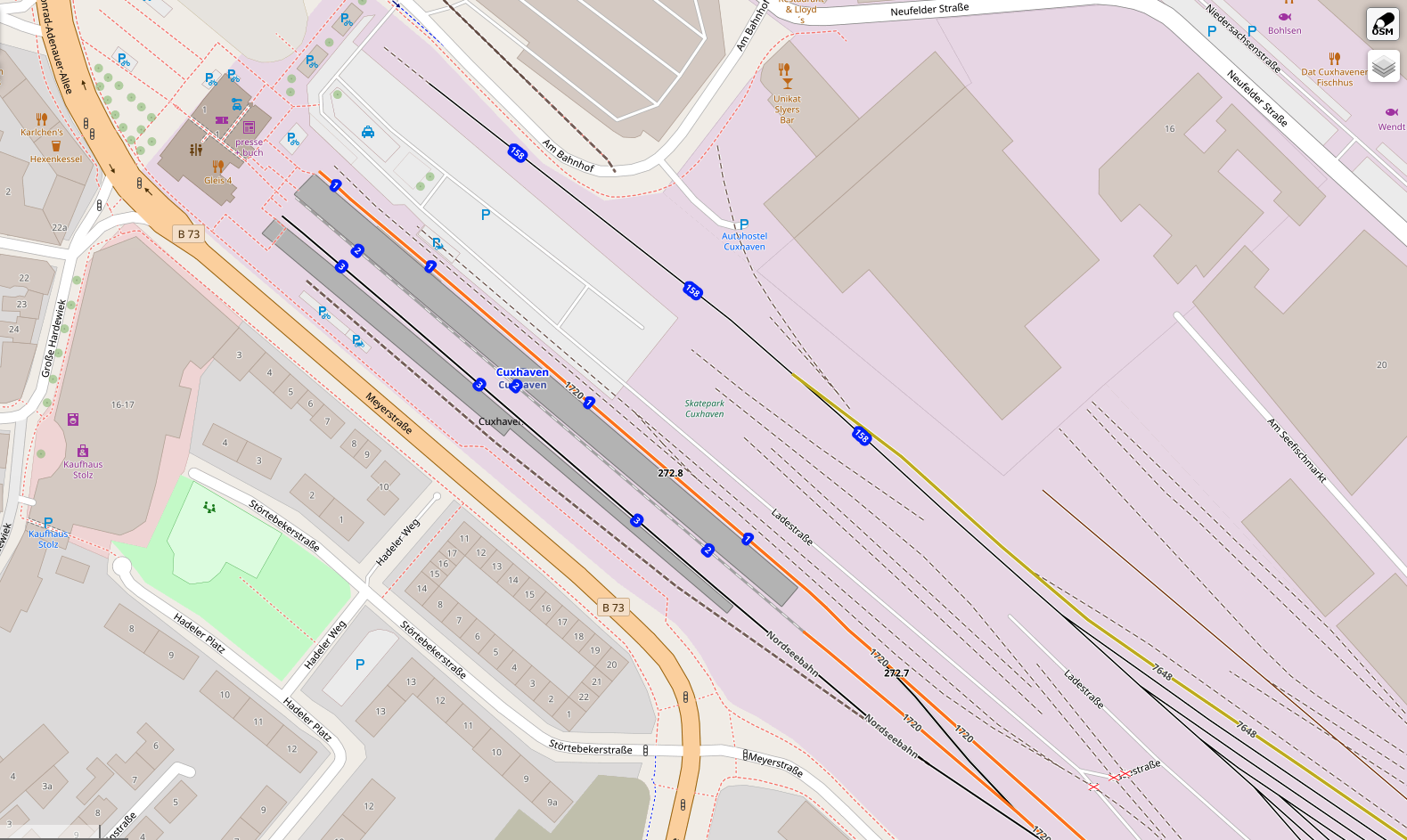
Lage- und Gleisplan
(Stand: September 2024)

Der Bahnhof Cuxhaven ist ein Kopfbahnhof in der an der Elbmündung gelegenen niedersächsischen Hafenstadt Cuxhaven. Der Bahnhof ist Endpunkt der Niederelbebahn von Hamburg und der Bahnstrecke Bremerhaven–Cuxhaven sowie Beginn der drei Kilometer langen Anschlussbahn zum Amerika-Bahnhof.
Der Bahnhof liegt südöstlich des Stadtzentrums direkt am Hafen.

## Geschichte

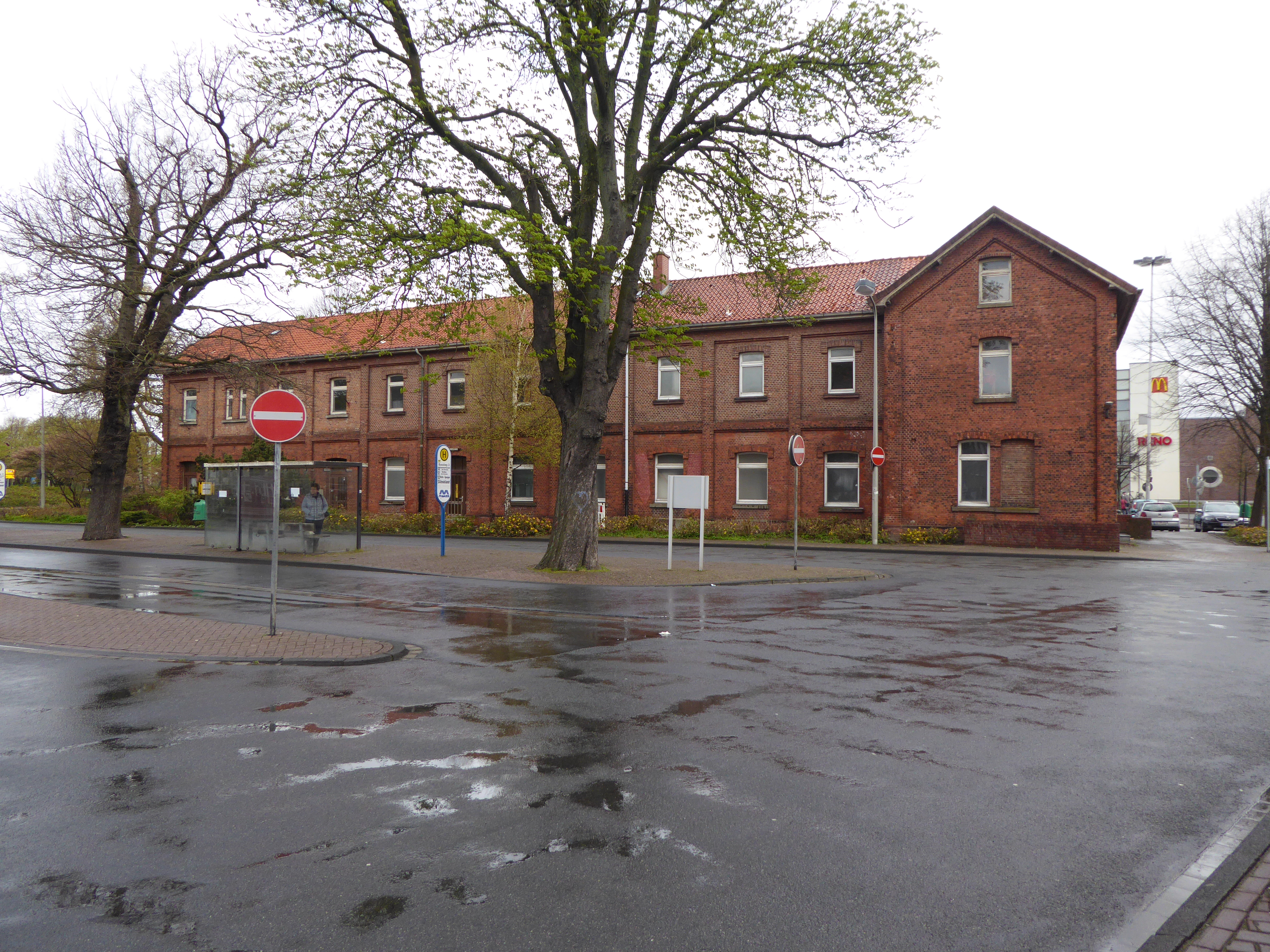
Das erste Empfangsgebäude im Bahnhof Cuxhaven, später Dienstgebäude. 2020 abgerissen.

Der erste Bahnhof in Cuxhaven wurde 1881 mit der Aufnahme des Betriebs auf der Niederelbebahn eröffnet. 1896 ging die zweite Strecke nach Geestemünde, seit 1947 ein Stadtteil von Bremerhaven, in Betrieb. Für den gestiegenen Bahnbetrieb wurde ein größerer Bahnhof benötigt. Der neue Kopfbahnhof wurde 1898 eröffnet. Das erste Empfangsgebäude blieb zunächst als Dienstgebäude erhalten, wurde dann aber im Frühjahr 2020 abgerissen. Parallel zu den Personenverkehrsanlagen finden sich in Richtung Hafen die Güterverkehrsanlagen, zunächst die Ladestraße mit Güterschuppen, noch näher zum Hafen der ehemalige große Fischversandbahnhof von 1935.

## Bahnhofsgebäude

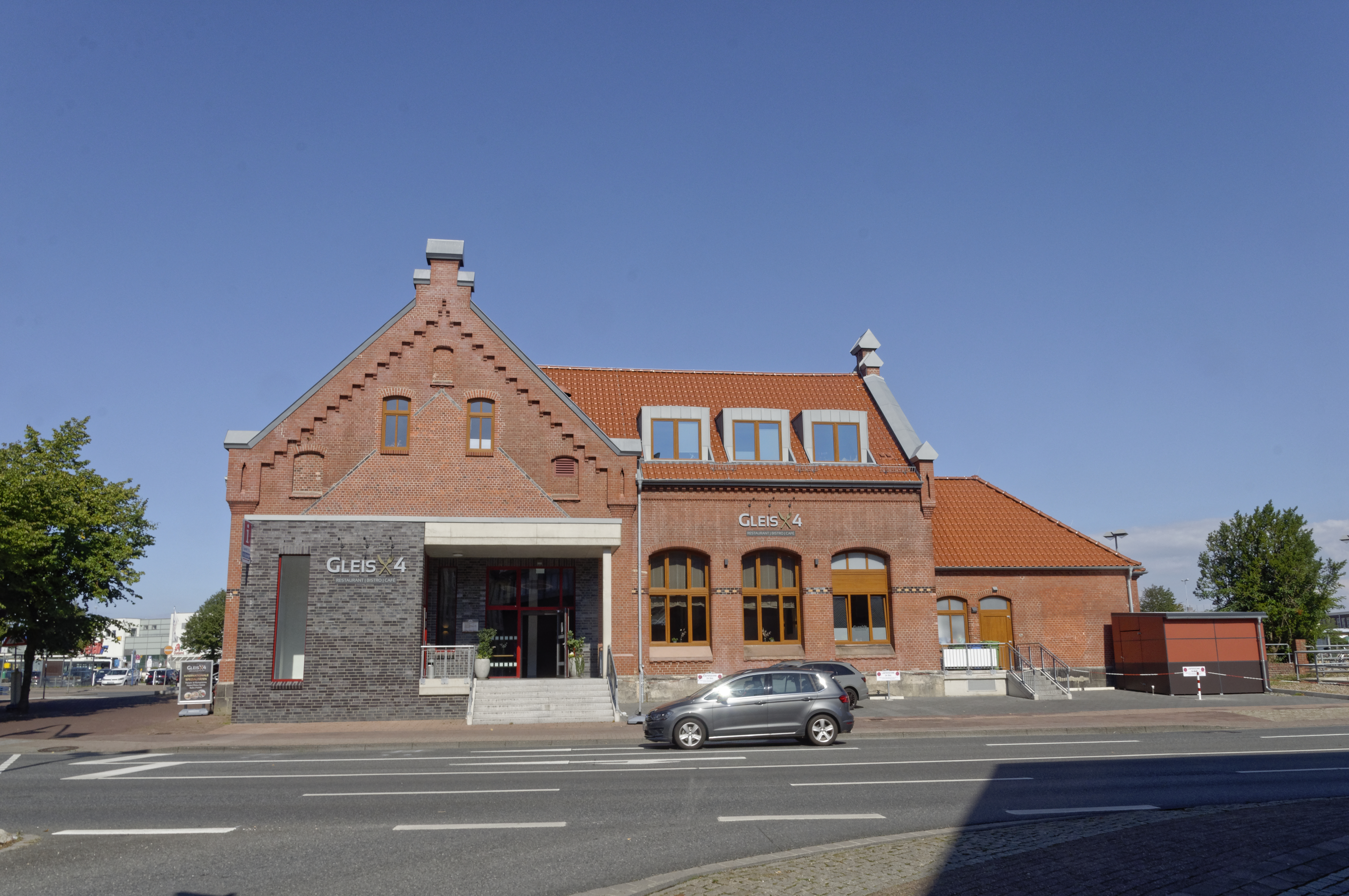
Bahnhof Cuxhaven Südseite 2020

Das Bahnhofsgebäude befindet sich quer zu den Gleisen am Querbahnsteig.
2016 kaufte die Stadt Cuxhaven von der DB über 30.000 m² des Geländes einschließlich der Fläche, auf der das Bahnhofsgebäude steht. Am 17. Juli 2016 verkaufte die Stadt Cuxhaven das Empfangsgebäude inklusive einer Fläche von ca. 1.700 m² schließlich an die Bürgerbahnhof Cuxhaven eG. Seit September 2017 wurden umfangreiche Abriss- und Umbauarbeiten durchgeführt. Am 5. Dezember 2018 wurde das Empfangsgebäude neu eröffnet.
Im Erdgeschoss befinden sich ein DB-Reisezentrum, Bahnhofsgastronomie, Auto- und Fahrradvermietung, Bahnhofsbuchhandlung, Touristeninformation, Souvenirshop, Businfo und öffentliche Toiletten, in den Obergeschossen Betriebs- und Personalräume der Verkehrsgesellschaften und ein Versammlungsraum für bis zu 50 Personen.

## Bahnhofsgelände
Der Bahnhof hatte ursprünglich vier Gleise an zwei überdachten Mittelbahnsteigen. Das südlichste Gleis 4 wurde nach 1984 aufgegeben, die Bahnsteigüberdachung entfernt.
Auf dem Vorplatz des Bahnhofes fahren zahlreiche städtische und regionale Buslinien ab. Der neugestaltete Zentrale Omnibusbahnhof wurde im Juli 2022 eröffnet. In der Nähe des Bahnhofs befindet sich im Westen die Innenstadt von Cuxhaven, nördlich und östlich das Hafengebiet.

## Umbau
Im Rahmen einer Modernisierung 2013 bekamen die Bahnsteige Wetterschutzeinrichtungen und Sitzbänke sowie Beleuchtungsanlagen, ein Blindenleitsystem, Infovitrinen, Uhren und dynamische Schriftanzeiger.

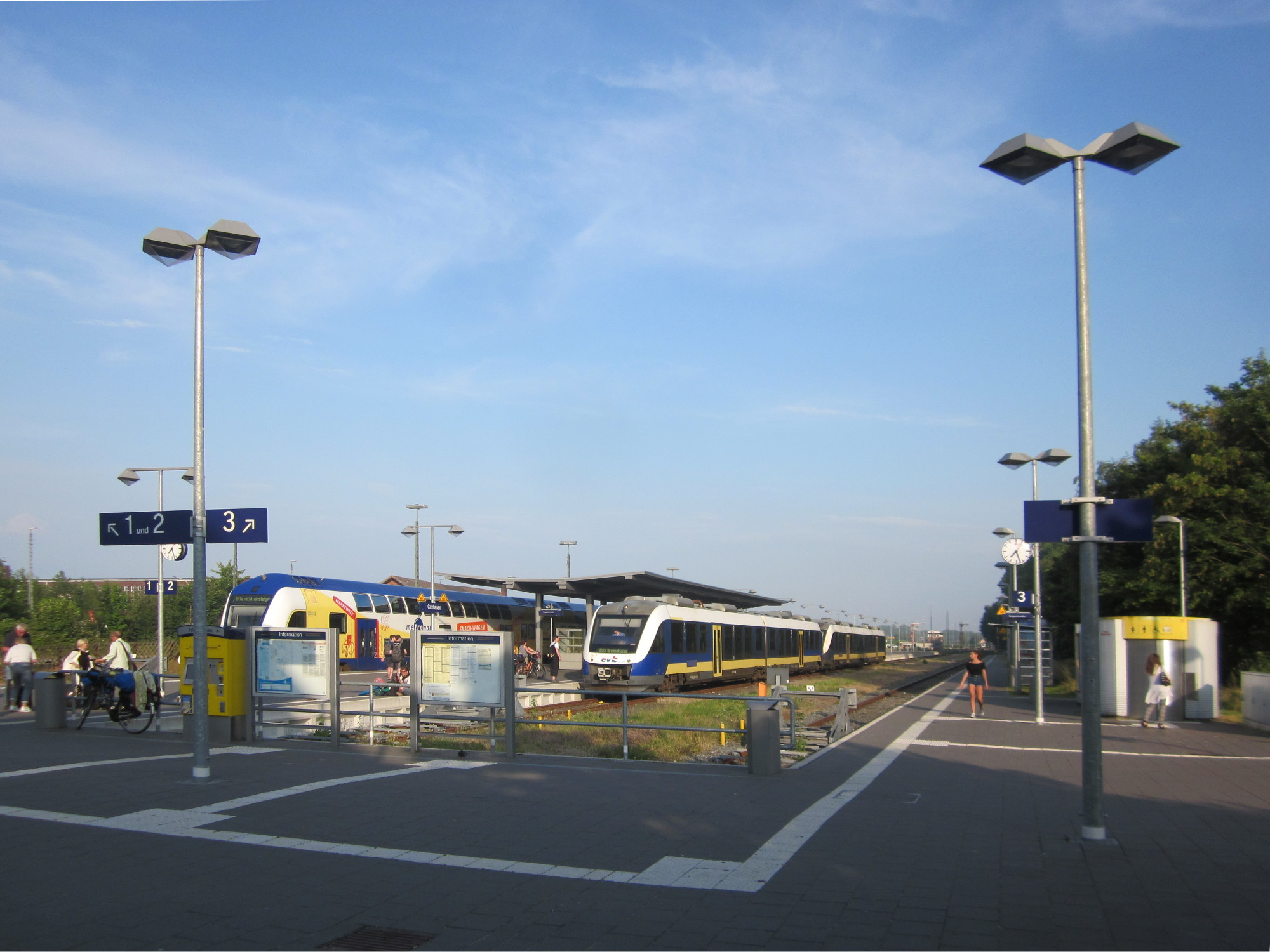
Bahnsteige in Cuxhaven nach Ankunft einer EVB-RB am Abend des 24. Juli 2016

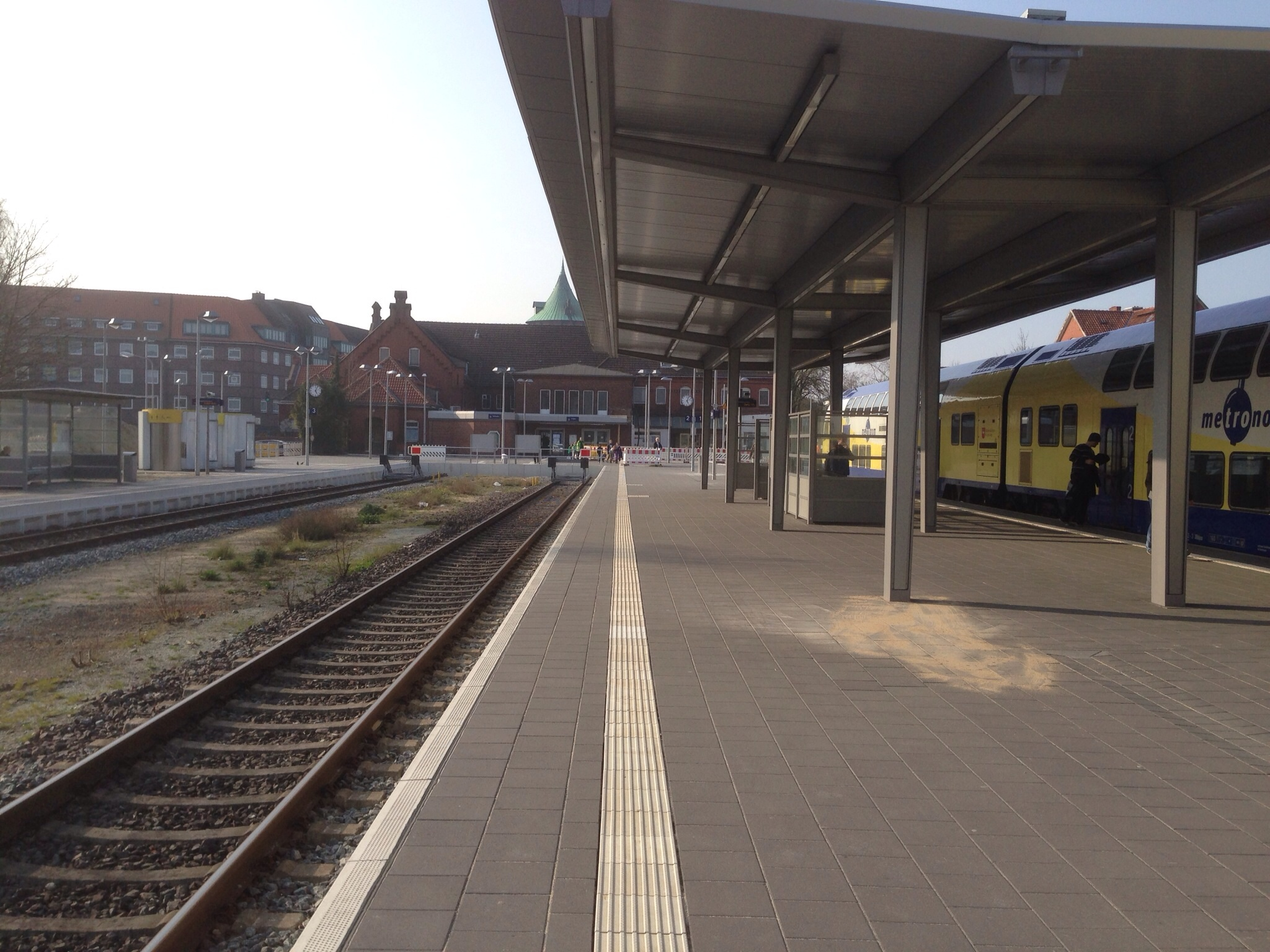
metronom-Zug am Ende des Umbaus

| Objekt        | Gleis 1            | Gleis 2            | Gleis 3 |
| ------------- | ------------------ | ------------------ | ------- |
| Länge         | 220 m              | 220 m              | 170 m   |
| Bahnsteighöhe | 55 cm              | 55 cm              | 55 cm   |
| Dach          | zum Teil überdacht | zum Teil überdacht | nein    |

## Verkehrsanbindung
| Linie                | Linienverlauf | Takt (min) | EVU             |
| -------------------- | --- | ---------- | --------------- |
| RE5                  | Hamburg Hauptbahnhof – Hamburg-Harburg – Buxtehude – Horneburg – Stade – Hammah – Himmelpforten – Hechthausen – Hemmoor – Wingst – Cadenberge – Otterndorf – Cuxhaven | 60         | Start Unterelbe |
| RB33                 | Cuxhaven – Nordholz – Dorum – Wremen – Bremerhaven-Lehe – Bremerhaven Hbf – Bremerhaven-Wulsdorf – Sellstedt – Wehdel – Geestenseth – Frelsdorf – Heinschenwalde – Oerel – Bremervörde – Hesedorf – Kutenholz – Brest-Aspe – Bargstedt – Harsefeld – Ruschwedel – Apensen – Buxtehude | 60         | EVB             |
| Stand: 08. Juni 2025 | |            |                 |